# Sundance TV
Sundance TV (раніше відомий як Sundance Channel) - це платний американський  телевізійний канал,що належить AMC Networks , який розпочав свою діяльність 1 лютого 1996 року . Спочатку Sundance TV  був присвячений випуску документальних фільмів , незалежних художніх та  короткометражних фільмів та висвітленню останніх подій щорічного кінофестивалю в Санденс і. З тих пір канал включає як оригінальні , так і придбані програми . З 2013 року він повністю підтримується рекламою. Станом на липень 2015 року , цей канал доступний для приблизно 60,668 мільйонів будинків з телебаченням (52,1% від усіх передплатників у США )

### Історія
Як Sundance Channel (1996–2014)

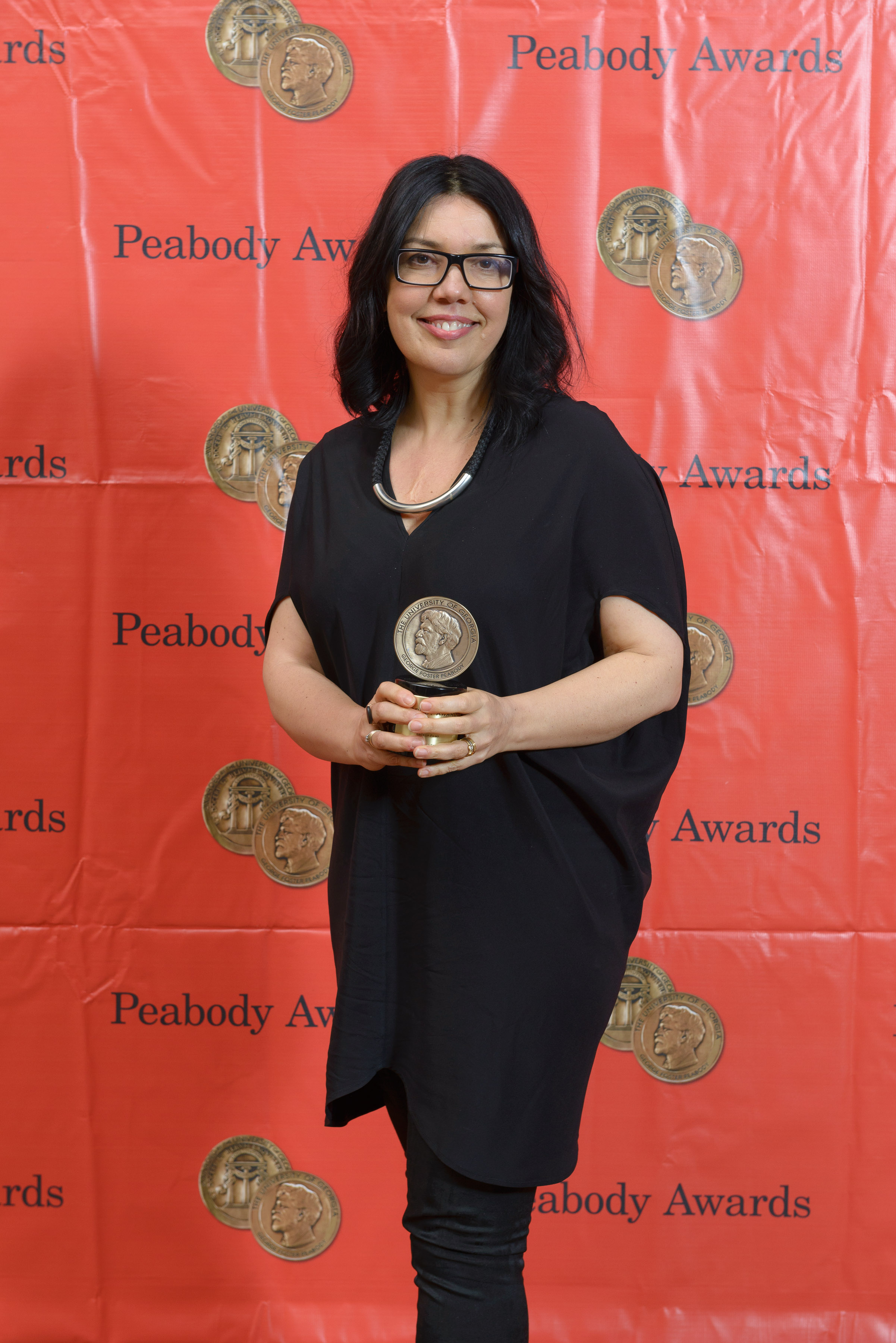
Президент Sundance TV Сара Барнетт на 73-й премії Пібоді

Після переговорів , що відбулися в 1994 році , щоб Роберт Редфорд став партнером незалежного кіноканалу AMC Networks , що є попередником Rainbow Media,  Він запустив Sundance Channel у лютому 1996 року як спільне підприємство між Showtime Networks (тоді підрозділом Viacom, який пізніше належав CBS Corporation, а згодом - ViacomCBS), PolyGram (нині NBCUniversal) та Робертом . Спочатку канал був запущений на п'яти кабельних системах у Нью-Йорку  , Лос-Анджелесі , Олександрії(штат Вірджинія) , Шамблі(Джорджія)  та Пенсаколі(Флорида) . Спочатку він працював переважно як преміум-канал , який зазвичай упаковується разом із Showtime та його побратимами The Movie Channel та Flix . 7 травня 2008 року дочірнє підприємство Rainbow Media компанії Cablevision , власники конкуруючої мережі IFC , оголосило про придбання Sundance Channel за 496 мільйонів доларів . Придбання Sundance Channel компанією Rainbow Media було завершено в червні 2008 року .  1 липня 2011 року Rainbow Media було виділено з Cablevision в окрему компанію, яка була перейменована в AMC Networks . З моменту продажу Sundance перейде на оригінальні програми . У 2012 році відбулися прем'єри двох нових сценаріїв у формі "Приступай до роботи" та "Відштовхуй дівчат", перед другою міні-серіалом каналу "Неспокійно"  у грудні. "Неспокійно" отримав дві номінації на премію Еммі. Також було оголошено, що Sundance взяв свою першу оригінальну оригінальний серіал та колишній проект розвитку від побратимського каналу AMC , "Виправляти помилки" та третього міні-серіалу "Вершина Озера" . Як і AMC , оригінальне програмування каналу викликало визнання критиків . 4 березня 2013 року Sundance розпочав ефір AMC Breaking Bad, на який канал має ексклюзивні права на синдикацію, у понеділок ввечері . У жовтні того ж року канал став повністю підтримуватися рекламою . 
As Sundance TV (2014– по теперішній час)
27 січня 2014 року було оголошено , що канал Sundance Chanel з 1 лютого 2014 року перейменований на Sundance TV . У 2014 році відбувся четвертий міні-серіал каналу «Почесна жінка», другий виключно авторський сценарій серіалу «Червона дорога» , новий реаліті-серіал «Лоредана», а також другий сезон «Випрямте», «Кімната письменника» та «Повернуті»